# Voice of an Angel
Voice of an Angel es el álbum debut de la cantante soprano de 12 años Charlotte Church, el álbum incluye, piezas célticas tradicionales como "My Lagan Love", canciones religiosas como el himno "Amazing Grace" y arias como "In Trutina", además de la popular canción Pie Jesu, interpretada originalmente por la cantante Sarah Brightman

## Lista de canciones
1. "Pie Jesu" (Lloyd)
2. "Panis Angelicus" (Franck)
3. "In Trutina" (Orff)
4. "The Lord's Prayer" (Malotte)
5. "Jerusalem" (Parry)
6. "Ave Maria" (Caccini)
7. "Psalm 23" (Mawby)
8. "I Vow to Thee, My Country" (Holst)
9. "Danny Boy"
10. "My Lagan Love"
11. "Suo Gân"
12. "Lullaby" (Harty)
13. "Amazing Grace"
14. "Y Gylfinir" (Elwyn-Edwards)
15. "Tylluanod" (Elwyn-Edwards)
16. "Mae Hiraeth Yn y Môr" (Elwyn-Edwards)
17. "When at Night I Go to Sleep" (Humperdinck)